# Norbert Scholz (Eishockeyspieler, 1956)
Norbert Scholz (* 9. Mai 1956 in Calgary, Alberta, Kanada) ist ein ehemaliger deutscher Eishockeytorwart, der unter anderem für den EHC Essen-West in der Bundesliga aktiv war.

## Karriere
Norbert Scholz verbrachte fast seine gesamte Karriere in der 2. Bundesliga. Dabei stand er bei vielen Mannschaften mehrfach unter Vertrag. Allein viermal spielte er für den EHC Essen bzw. EHC Essen-West, bei dem er seine Karriere im Jahr 1979 begann. Nachdem er in der Saison 1981/82 beim Deggendorfer SC zwischen den Pfosten gestanden hatte, kehrte er für die Spielzeit 1982/83 zurück. Auch in der Endphase der Saison 1983/84, die mit dem Aufstieg endete, spielte er wieder für Essen und blieb dem Verein auch in der Bundesliga erhalten. Ein weiteres Mal nahm in der Verein dann für die Zweitliga-Relegation 1987 unter Vertrag.
Die Spielzeit 1983/84 hatte Scholz bei der ESG Kassel begonnen, für deren Nachfolgeverein EC Kassel er zudem zwischen 1991 und 1994 drei Jahre in Folge auflief. Weitere Zweitliga-Stationen waren der Augsburger EV in der Saison 1986/87, der EC Bad Nauheim von 1987 bis 1989 sowie von 1994 bis 1996 und der ECD Sauerland von 1989 bis 1991. Mit dem ECD wurde er zweimal Erster der 2. Bundesliga Nord, verpasste in der Bundesliga-Relegation aber jeweils den Aufstieg. Einzige Oberliga-Station des Torhüters war der EHC Bad Liebenzell in der Saison 1985/86.

## Erfolge und Auszeichnungen
- 1984 Aufstieg in die Bundesliga mit dem EHC Essen
- 1990 Meister der 2. Bundesliga mit dem ECD Sauerland
- 1990 Bester Torhüter der 2. Bundesliga[1]